# Victoria River (vattendrag i Australien, Northern Territory)
Victoria River är ett vattendrag i Australien. Det ligger i territoriet Northern Territory, omkring 330 kilometer söder om territoriets huvudstad Darwin.
Omgivningarna runt Victoria River är huvudsakligen savann. Trakten runt Victoria River är nära nog obefolkad, med mindre än två invånare per kvadratkilometer. Genomsnittlig årsnederbörd är 1 366 millimeter. Den regnigaste månaden är februari, med i genomsnitt 362 mm nederbörd, och den torraste är augusti, med 1 mm nederbörd.